# Herman te Velde
Herman te Velde est un égyptologue néerlandais, né le 3 octobre 1932 à Colmschate, et mort le 26 mai 2019 à Eelde.

## Biographie
Il a étudié la théologie à l'université de Groningue, et s'intéresse rapidement  à l'histoire des religions. Il a étudié la religion de l'Égypte antique avec Theo van Baaren, puis poursuit ses études avec Helmuth Jacobsohn, à Marbourg. En 1967, il soutient sa thèse de doctorat sur le dieu Seth.
En 1970, il devient directeur du nouvel Institut d'égyptologie à la faculté de philosophie de l'université de Groningue, mais continue d'enseigner la religion égyptienne à la faculté de théologie. Il a participé à des recherches de terrain en Égypte et à des missions de l'Institut français d'archéologie orientale dans le temple de Montou[Lequel ?], de l'université de Pennsylvanie à Dra Abou el-Naga et du Brooklyn Museum dans le temple du Courage. Il a pris sa retraite en 1997.